# Phaestus anomalus
Phaestus anomalus là một loài tò vò trong họ Ichneumonidae.